# 恒星社厚生閣
株式会社恒星社厚生閣（こうせいしゃこうせいかく）は、日本の出版社。主に学術書を刊行している。

## 概要

### 所在地
- 本社 〒160-0008　東京都新宿区四谷三栄町3番14号　三栄ビル2F

### 代表者
- 代表取締役社長　片岡一成

## 沿革
- 1922年7月  創業

## 出版分野
- 天文学
- 社会学
- 水産学
- 哲学
- パターナリズム